# 方程组
方程组又稱，是两个或两个以上含有多个未知数的方程联立得到的集。未知数的值称为方程组的根，求方程组根的过程称为解方程组。一般在方程式的左边加大括号标注。

## 解聯立方程式的方法
解方程组的方法大致上有畫圖法、代入法、消去法（包括高斯消去法）、矩阵法（包括克萊姆法則）等。

### 畫圖法
畫圖法就是把兩條方程式畫在圖上，兩線的交點就是解了。
如要解決以下方程組︰
{\displaystyle {\begin{cases}2x+y=8\\x+y=6\end{cases}}}
首先要把要把它們畫在圖上︰

|  | 綠色為 {\displaystyle 2x+y=8\,}， 紅色為 {\displaystyle x+y=6\,}。 |
兩線的交點是︰
{\displaystyle (x,y)=(2,4)}

所以它的解为：

{\displaystyle {\begin{cases}x=2\\y=4\end{cases}}}

### 代入消去法
如要解決以下方程組︰
{\displaystyle {\begin{cases}2x+y=8\\x+y=6\end{cases}}}
過程是︰

| {\displaystyle {\begin{aligned}2x+y&=8\\y&=8-2x\end{aligned}}}                                              | {\displaystyle {\begin{aligned}x+y&=6\\6-x&=y\end{aligned}}} |
| {\displaystyle {\begin{aligned}\backslash \quad &\quad \quad \ /\\8-2x&=6-x\\8-6&=2x-x\\x&=2\end{aligned}}} |                                                              |

然後把 {\displaystyle x\,} 代入到其中一條方程式裡︰

{\displaystyle {\begin{aligned}y&=6-x\\&=6-(2)\\&=4\end{aligned}}}

所以它的解为：

{\displaystyle {\begin{cases}x=2\\y=4\end{cases}}}

### 加減消去法
如要解決以下方程組︰
{\displaystyle {\begin{cases}2x+y=8\\x+y=6\end{cases}}}
把兩個相減︰

{\displaystyle {\begin{aligned}\ 2x+y=8\\{\underline {-)\ x+y=6}}\\({\text{subtract}})\ x=2\end{aligned}}}
然後把 {\displaystyle x} 代入到其中一條方程式裡︰

{\displaystyle {\begin{aligned}x+y&=6&({\text{the second equation}})\\(2)+y&=6\\y&=6-2\\y&=4\end{aligned}}}

所以它的解为：

{\displaystyle {\begin{cases}x=2\\y=4\end{cases}}}

## 外部連結
- （英文）電腦解決數學問題 （页面存档备份，存于）
- （英文）线性方程组求解器 （页面存档备份，存于）